# Алігударз
Алігударз (лурійська: Aligudarz, Ale Goodarz) — місто у провінції Лурестан, Іран.
Розташоване біля гір Ошторанку і річки Алігударз.

## Населення
Населення міста — 93,7 тис. осіб (2006).
Населення міста складають переважно бахтіари, які користуються лурською і перською мовами. За релігією вони належать до шиїтів. Великий релігійний центр з монастирями для дервішів і для кизилбашів.
Колишня назва міста Ал-і-Гударз означала «сини племені Гударза» — за ім'ям перського героя з поеми «Шахнаме».
| Іран | Це незавершена стаття з географії Ірану. Ви можете допомогти проєкту, виправивши або дописавши її. |

1. ↑  جمعیت به تفکیک تقسیمات کشوری